# NGC 3059
NGC 3059 è una galassia a spirale barrata situata in direzione della costellazione della Carena alla distanza di circa 58 milioni di anni luce.
Fu scoperta il 22 febbraio 1835 da John Herschel.